# Katoličke poslanice
Katoličke poslanice su knjige u Novom zavjetu u obliku pisama. Poslanice koje se pripisuju sv. Pavlu nisu uključene, nego su posebno pod imenom „Poslanice apostola Pavla”. Dok su Pavlove poslanice nazvane po crkvenoj zajednici ili osobi kojoj se obraća, katoličke poslanice nazvane su po autoru. Većina katoličkih poslanica napisana je svim kršćanima. Druga Ivanova poslanica možda je napisana neimenovanoj dami, a Treća Ivanova poslanica njegovom prijatelju Gaju. Nalaze se u Novom zavjetu iza Poslanica apostola Pavla, a ispred Otkrivenja, koja je posljednja knjige Biblije.

## Pregled

### Popis poslanica
Sljedeće poslanice smatraju se Katoličkim poslanicam:
| Br. | Poslanica               | Kratica | Tradijsko pripisivanje autorstva | Moderno pripisivanje autorstva |
| --- | ----------------------- | ------- | -------------------------------- | ------------------------------ |
| 1.  | Jakovljeva poslanica    | Jak     | Sveti Jakov Pravedni             | Nepoznati Jakov                |
| 2.  | Prva Petrova poslanica  | 1 Pt    | Sveti Petar                      | možda Sveti Petar              |
| 3.  | Druga Petrova poslanica | 2 Pt    | Sveti Petar                      | nije Sveti Petar               |
| 4.  | Prva Ivanova poslanica  | 1 Iv    | Sveti Ivan Evanđelist            | Nepoznat                       |
| 5.  | Druga Ivanova poslanica | 2 Iv    | Sveti Ivan Evanđelist            | Nepoznat                       |
| 6.  | Treća Ivanova poslanica | 3 Iv    | Sveti Ivan Evanđelist            | Nepoznat                       |
| 7.  | Judina poslanica        | Jd      | Juda, Isusov rođak               | Nepoznati Juda                 |

## Naziv
Riječ „katolički” u izrazu katoličke poslanice konvencija je koja datira iz 4. stoljeća. U to je vrijeme ta riječ jednostavno značila "opće" i nije bila posebno vezana za bilo koju denominaciju, na primjer ono što će kasnije postati poznato kao Katolička Crkva. Ipak, kako bi se izbjegao dojam da su ova pisma prepoznata samo u katoličanstvu, koriste se alternativni izrazi poput "Opće poslanice" ili "Opće misijske poslanice". U povijesnom kontekstu riječ katolik vjerojatno je označavala da su pisma upućena općoj Crkvi, a ne određenim, odvojenim kongregacijama ili osobama, kao u Pavlovim poslanicama. Neki povjesničari misle da se oznaka „katoličke” prvotno primjenjivala samo na Prvu Ivanovu poslanicu, a kasnije proširila na sve ostale ne-Pavlove poslanice.